# Ampedus vandalitlae
Ampedus vandalitlae là một loài bọ cánh cứng trong họ Elateridae. Loài này được Lohse miêu tả khoa học năm 1976.